# مونکوت
مونکوت (تایلندی: มงกุฏ؛ ۱۸ اکتبر ۱۸۰۴ – ۱ اکتبر ۱۸۶۸) چهارمین پادشاه سیام (تایلند) در زمرهٔ خاندان چاکری است که ملقب به راما چهارم بود. او از سال ۱۸۵۱ تا ۱۸۶۸ حکمرانی کرد.
در بیرون از تایلند، مونکوت به عنوان پادشاه در نمایش موزیکال پادشاه و من سال ۱۹۵۱ و فیلمی با همین نام، تولید سال ۱۹۵۶ بهتر شناخته شده‌است که این نمایش موزیکال بر پایه فیلم آنا و سلطان سیام تولید سال ۱۹۴۶ شکل گرفته بود که خود این فیلم هم بر اساس رمان آنا و سلطان سیام ساخته شده بود، نویسندهٔ رمان یک فرد آمریکایی بود و رمان دربارهٔ حضور آنا لیونوونز در بارگاه پادشاه رامای چهارم بین سال‌های ۱۸۶۲ تا ۱۸۶۷ می‌باشد که برگرفته از خاطرات او است.
سیام، اولین بار فشار توسعه طلبی غربی را در دوران سلطنت مونکوت احساس کرد. مونکوت از نوآوری‌های غربی استفاده کرد و مدرنیزه کردن کشورش در دو جهت تکنولوزی و فرهنگ را شروع کرد - مسیری که او در پیش گرفت، لقب «پدر علم و تکنولوژی» در سیام را برای او به ارمغان آورد.